# Zimmer frei
Zimmer frei er en kortfilm fra 2004 instrueret af Karsten Baagø.